# William V. Mong
William V. Mong (né le 25 juin 1875 à Chambersburg en Pennsylvanie et mort le 10 décembre 1940 à Studio City, Los Angeles, Californie) est un acteur, scénariste, réalisateur et producteur de cinéma américain.

## Filmographie

### Comme acteur

#### Années 1910
- 1910 : The yankee du Connecticut
- 1910 : The Range Riders de Francis Boggs et Otis Turner
- 1911 : Busy Day at the Selig General Office
- 1911 : Buddy
- 1911 : The Survival of the Fittest
- 1911 : Lost in the Arctic de William V. Mong
- 1911 : Lost in the Jungle d'Otis Turner : Jan Kruga
- 1911 : The Way of the Eskimo de William V. Mong
- 1912 : The Girl He Left Behind de David Butler
- 1912 : The Redemption of 'Greek Joe' de William V. Mong
- 1912 : All on Account of Checkers d'Otis Thayer
- 1914 : The Yellow Traffic
- 1915 : The Word
- 1915 : Tainted Money d'Ulysses Davis
- 1915 : Out of the Silence d'Otis Thayer
- 1915 : Alias Holland Jimmy de William V. Mong
- 1916 : The Severed Hand
- 1916 : The Good Woman, de William V. Mong
- 1916 : Two Men of Sandy Bar : Don Jose de Castro
- 1916 : Her Bitter Cup, de Joe King et Cleo Madison : Henry Burke
- 1916 : Eleanor's Catch : Flash' Darcy (Credits)/Flash' Dacy (Intertitres)
- 1916 : Virginia
- 1916 : The Iron Hand : Slim
- 1916 : Alias Jane Jones, de Cleo Madison
- 1916 : When the Wolf Howls
- 1916 : Shoes : « Cabaret » Charlie
- 1916 : The Crimson Yoke : Caribi
- 1916 : The Girl in Lower 9
- 1916 : Along the Malibu
- 1916 : A Son of Neptune
- 1916 : To Another Woman
- 1916 : Husks of Love
- 1916 : The Wrath of Cactus Moore de William V. Mong
- 1916 : The Prince of Graustark : Aide du Comte Quinnox
- 1916 : The Son of a Rebel Chief
- 1916 : Last of the Morgans
- 1916 : Fighting Joe
- 1916 : Birds of a Feather
- 1917 : An Old Soldier's Romance
- 1917 : The Daring Change
- 1917 : The Girl and the Crisis : L'Honorable Peter Barnitz
- 1917 : Good-for-Nothing Gallagher
- 1917 : The Grudge
- 1917 : Chubby Takes a Hand
- 1917 : A Darling in Buckskin de William V. Mong
- 1917 : Bartered Youth
- 1917 : The Chosen Prince, or The Friendship of David and Jonathan : Samuel
- 1917 : Fanatics : Hugh Groesbeck
- 1918 : The Hopper : The Hopper
- 1918 : The Law of the Great Northwest : Petain Monest
- 1918 : The Man Who Woke Up : William Oglesby
- 1918 : The Painted Lily : Daniel Fanjoy
- 1918 : The Flame of the West
- 1919 : The Spender : Stetson
- 1919 : Put Up Your Hands! : « Highball » Hazelitt
- 1919 : The Follies Girl : Edward Woodruff
- 1919 : After His Own Heart : Judah P. Corpus
- 1919 : Un délicieux petit diable (The Delicious Little Devil) de Robert Z. Leonard : Larry
- 1919 : The Master Man : Sebastian Ritter
- 1919 : The Amateur Adventuress : William Claxtonbury
- 1919 : Love's Prisoner : Jonathan Twist
- 1919 : Fools and Their Money : Martin Tompkins

#### Années 1920
- 1920 : Burning Daylight : Necessity
- 1920 : L'Eau qui dort (The Turning Point) de J.A. Barry : Mr. Rivett
- 1920 : The Luck of Geraldine Laird : Leo Goldman
- 1920 : Number 99 : Jake Trebs
- 1920 : The Chorus Girl's Romance (en)  de William C. Dowlan : Professeur Dillinger
- 1920 : Life's Twist de Christy Cabanne : Charlie Moye
- 1920 : The County Fair de Maurice Tourneur : Solon Hammerhead
- 1920 : The Dwelling Place of Light de Jack Conway : John Gallagher
- 1920 : Les Mutinés de l'Elsinore (The Mutiny of the Elsinore) d'Edward Sloman : Snoop Jenkins, dit le Rat
- 1920 : 813 : Chapman
- 1920 : The Coast of Opportunity : Un vieux mineur
- 1921 : The Winding Trail
- 1921 : Le Fils de l'oncle Sam chez nos aïeux (A Connecticut Yankee in King Arthur's Court : Merlin le Magicien
- 1921 : L'Enfant du passé (Sowing the Wind) de John M. Stahl : Watkins
- 1921 : Playthings of Destiny : Conklin
- 1921 : The Ten Dollar Raise : Wilkins
- 1921 : La Tare (Shame) de Emmett J. Flynn : Li Clung
- 1921 : Pilgrims of the Night : Ambrose
- 1921 : Ladies Must Live : Max Bleeker
- 1922 : Arctic Adventure de Chester Withey
- 1922 : Shattered Idols : Rama Pal
- 1922 : A Fool There Was : Boggs
- 1922 : Monte Cristo : Caderousse, l'aubergiste
- 1922 : The Woman He Loved (en) : Nathan Levinsky
- 1923 : La Force du sang (All the Brothers Were Valiant) d'Irvin Willat : Le cuisinier
- 1923 : Lost and Found on a South Sea Island de Raoul Walsh : Skinner
- 1923 : Penrod and Sam (en) de William Beaudine : Deacon Bitts
- 1923 : Wandering Daughters : Will Bowden
- 1923 : La Marchande de rêves (Drifting), de Tod Browning : Dr Li
- 1923 : In the Palace of the King : Perez
- 1924 : Thy Name Is Woman : Pedro the Fox (le mari de Guerita)
- 1924 : Flapper Wives : Enoch Metcalf
- 1924 : Why Men Leave Home : Grandpa Sutton
- 1924 : What Shall I Do? : Henry McLean
- 1924 : Welcome Stranger : Clem Beemis
- 1925 : Barriers Burned Away : Peg-Leg Sullivan
- 1925 : Le Train de 6 heures 39 (Excuse Me) d'Alfred J. Goulding : Rev. Dr Temple
- 1925 : Oh, Doctor! : Mr. McIntosh
- 1925 : Speed : Sam Whipple
- 1925 : Alias Mary Flynn : John Reagan
- 1925 : Under the Rouge : Doc Haskell
- 1925 : The Unwritten Law
- 1925 : Fine Clothes : Philip
- 1925 : Off the Highway (en) de Tom Forman : Caleb Fry / Tatterly
- 1925 : The People vs. Nancy Preston (en) de Tom Forman : Pasquale
- 1925 : The Shadow on the Wall : Robert Glaxton
- 1925 : Steel Preferred : Nicker
- 1926 : Shadow of the Law de Wallace Worsley : Egan
- 1926 : Fifth Avenue de Robert G. Vignola : Peter Heffner
- 1926 : Brooding Eyes : Slaney
- 1926 : Crazy Like a Fox, de Leo McCarey : George, le père de la mariée
- 1926 : L'Athlète complet (The Strong Man) : Holy Joe
- 1926 : The Old Soak : Cousin Webster
- 1926 : The Silent Lover : Kobol
- 1926 : Au service de la gloire (What Price Glory), de Raoul Walsh : Cognac Pete
- 1927 : Taxi! Taxi! (en) de Melville W. Brown : Nosey Ricketts
- 1927 : The Price of Honor : Daniel B. Joyt
- 1927 : Too Many Crooks : Coxey, l'escroc
- 1927 : The Magic Garden : John Forrester
- 1927 : Alias the Lone Wolf : Whitaker Monk
- 1927 : The Clown de William James Craft : Albert Wells
- 1927 : The Way of All Pants de Leo McCarey et F. Richard Jones
- 1928 : The Broken Mask : Santo Bendito
- 1928 : White Flame
- 1928 : The Devil's Trademark : Fred Benton
- 1928 : Ransom (en) de George B. Seitz : Wu Fang
- 1928 : No Babies Wanted : Michael O'Day
- 1928 : Tu te vantes(Telling the World) : Rédacteur en chef
- 1928 : Code of the Air : Professeur Ross
- 1928 : L'Arche de Noé (Noah's Ark) de Michael Curtiz : Aubergiste / Garde
- 1928 : The Haunted House : Le concierge
- 1929 : Should a Girl Marry? : Andrew Blaine
- 1929 : Seven Footprints to Satan : Le professeur
- 1929 : House of Horror : L'homme mystérieux
- 1929 : Dark Skies : M. Morgan

#### Années 1930
- 1930 : Murder on the Roof : Anthony Sommers
- 1930 : Mademoiselle, écoutez-moi donc ! (The Girl Said No) de Sam Wood : Samuel A. Ward
- 1930 : Cœur et Cambriole (Double Cross Roads) de George E. Middleton et Alfred L. Werker : Caleb
- 1930 : In Gay Madrid : Señor Loreanos Rivas
- 1930 : La Piste des géants, de Raoul Walsh : Wellmore, Le propriétaire du comptoir commercial
- 1931 : The Flood de James Tinling : Colonel Marshall
- 1931 : Gun Smoke (en) d'Edward Sloman : « Strike » Jackson, prospecteur
- 1931 : A Dangerous Affair (en) : Lionel
- 1931 : Bad Company : Henry
- 1932 : The Fighting Fool : Oncle John Lyman
- 1932 : Cross-Examination, de Richard Thorpe : Emory Wells
- 1932 : Love Bound : L'avocat
- 1932 : Arm of the Law : Bailey
- 1932 : Rule 'Em and Weep
- 1932 : Dynamite Denny : Président de la compagnie ferroviaire
- 1932 : The Widow in Scarlet
- 1932 : By Whose Hand? : Graham
- 1932 : Fighting for Justice (en) : Gafford
- 1932 : Women Won't Tell, de Richard Thorpe : Elias Morehouse
- 1932 : Tess of the Storm Country : Longman
- 1932 : A Strange Adventure : Silas Wayne
- 1932 : No More Orchids : Burkehart
- 1932 : Le Signe de la croix (The Sign of the Cross) de Cecil B. DeMille : Licinius
- 1932 : Si j'avais un million (If I Had a Million), film collectif : Harry, le receleur de Jackson
- 1933 : The Vampire Bat : Sauer
- 1933 : Silent Men (en) de D. Ross Lederman : Avocat Oscar Sikes
- 1933 : The Eleventh Commandment
- 1933 : Le Roi de la chaussure (The Working Man) de John G. Adolfi : Co Auditeur Hartland
- 1933 : Lilly Turner, de William A. Wellman : Honest Druggest
- 1933 : The Mayor of Hell : Mr. Walter, l'auditeur
- 1933 : Un coin perdu (The Narrow Corner) : Jack Swan
- 1933 : Her Forgotten Past : Manners
- 1933 : I Loved a Woman : Bowen
- 1933 : Prologues (Footlight Parade) de Lloyd Bacon : Auditeur
- 1934 : Massacre, d'Alan Crosland : Grandy
- 1934 : Dark Hazard (en) d'Alfred E. Green : Plummer, le propriétaire de l'hôtel
- 1934 : L'Île au trésor (Treasure Island) de Victor Fleming : Blind Pew
- 1934 : Cléopâtre (Cleopatra) de Cecil B. DeMille
- 1934 : Sweet Adeline : le cordonnier
- 1935 : Le Démon de la politique (The County Chairman) de John G. Blystone : Oncle Eck
- 1935 : Square Shooter : Ezra Root
- 1935 : The Florentine Dagger de Robert Florey : Fishback
- 1935 : Whispering Smith Speaks : Blake
- 1935 : The Hoosier Schoolmaster (en) de Lewis D. Collins : Jake Means
- 1935 : The Perfect Tribute : le conteur
- 1935 : Together We Live : Johnny
- 1935 : Les Derniers Jours de Pompéi (The Last Days of Pompeii) d'Ernest B. Schoedsack et Merian C. Cooper : Cleon, le marchand d'esclaves
- 1935 : Code secret : Employé à l'hôtel
- 1936 : Strike Me Pink : Professeur Hendricks
- 1936 : The Dark Hour : Henry Carson
- 1936 : Le Danseur pirate (Dancing Pirate) de Lloyd Corrigan : Tecolote, le vieil Indien
- 1936 : Le Dernier des Mohicans (The Last of the Mohicans) de George B. Seitz : Sacham
- 1937 : Monsieur Dood part pour Hollywood (Stand-In) de Tay Garnett : Cyrus Pettypacker
- 1937 : Fight for Your Lady (en) : Le premier croque-mort
- 1938 : Painted Desert : Mr. Heist, banquier
- 1939 : Laissez-nous vivre (Let Us Live!) de John Brahm : Joe Taylor, Sr.

### Scénariste

#### Uniquement scénariste
- 1911 : Lost in the Jungle, d'Otis Turner
- 1912 : When Memory Calls, de Frank Beal
- 1912 : Sons of the North Woods, de Frank Beal
- 1912 : Driftwood, d'Otis Thayer
- 1912 : When the Heart Rules, de Frank Beal
- 1912 : An Unexpected Fortune, d'Otis Thayer
- 1912 : A Citizen in the Making, d'Otis Thayer
- 1912 : His Chance to Make Good, d'Otis Thayer
- 1916 : Alias Jane Jones, de Cleo Madison
- 1922 : Shattered Idols, d'Edward Sloman
- 1922 : The Woman He Loved (en), d'Edward Sloman

#### Scénariste et réalisateur
- 1911 : Lost in the Arctic
- 1911 : A Summer Adventure
- 1912 : On the Trail of the Germs
- 1912 : In Little Italy
- 1912 : Two Old Pals
- 1915 : Alias Holland Jimmy
- 1916 : The Girl in Lower 9, réalisé avec Cleo Madison
- 1916 : The Good Woman
- 1916 : The Wrath of Cactus Moore
- 1916 : Birds of a Feather
- 1916 : Fighting Joe, co-scénariste avec William Parker
- 1916 : Last of the Morgans, co-scénariste avec Constance Crawley et Arthur Maude
- 1916 : The Son of a Rebel Chief
- 1916 : A Son of Neptune
- 1916 : Husks of Love
- 1917 : A Darling in Buckskin
- 1917 : The Grudge, co-scénariste avec Harvey Gates
- 1917 : Bartered Youth
- 1917 : The Girl and the Crisis

### Réalisateur seulement
- 1911 : The Way of the Eskimo
- 1912 : The Redemption of 'Greek Joe' (scénariste non renseigné)
- 1916 : The Crimson Yoke, réalisé avec Cleo Madison
- 1916 : Along the Malibu, réalisé avec Cleo Madison
- 1917 : An Old Soldier's Romance
- 1917 : The Daring Change
- 1917 : Good-for-Nothing Gallagher
- 1917 : Chubby Takes a Hand
- 1917 : A Midnight Mystery
- 1917 : The Chosen Prince, or The Friendship of David and Jonathan
- 1917 : Wild Sumac
- 1918 : The Flame of the West (scénariste non renseigné)

### Producteur
- 1916 : When the Wolf Howls, de Cleo Madison